# Planica (Brod Moravice)
Planica je pogranično naselje u Hrvatskoj u općini Brod Moravice. Nalazi se u Primorsko-goranskoj županiji.

## Zemljopis
Nalazi se na istočnoj obali pogranične rijeke Kupe. Sjeverno je Sapnik (Slovenija), sjeverozapadno su slovenska naselja Poden, Vrhi pri Fari, Gotenc, zapadno je slovensko naselje Krkovo nad Faro, jugozapadno je Padovo pri Fari (Slovenija) i Čedanj (Hrvatska), jugoistočno su hrvatska naselja Kocijani, Podstene, Šepci Podstenski, Pauci i Zahrt.

## Stanovništvo
| broj stanovnika | 27    | 31    | 25    | 25    | 27    | 34    | 17    | 20    | 23    | 24    | 25    | 19    | 11    | 6     | 1     | 1     | 1     |
|                 | 1857. | 1869. | 1880. | 1890. | 1900. | 1910. | 1921. | 1931. | 1948. | 1953. | 1961. | 1971. | 1981. | 1991. | 2001. | 2011. | 2021. |